# 170 km (obwód włodzimierski)
170 km (ros. 170 км) – przystanek kolejowy w miejscowości Ugor, w rejonie sobińskim, w obwodzie włodzimierskim, w Rosji. Położony jest na nowym szlaku Kolei Transsyberyjskiej.